# HD 102272 c
HD 102272 c는 사자자리 방향으로 지구로부터 약 1,200 광년 떨어진 곳에 있는 항성 HD 102272 주위를 도는, 외계 행성이다. 모항성은 분광형 K형의 거성이다. 미국 맥도널드 천문대의 하비-에버리 망원경을 이용, Niedzielski 연구진이 2008년 6월 18일 도플러 분광법을 이용하여 이 행성을 발견했다. 또 다른 행성 HD 102272 b도 같은 날 동시에 발견되었다. c는 존재는 입증되었으나 궤도 반지름 등 자세한 물리적 매개변수들은 정확히 밝혀지지 않았다. 2008년 6월 발견 사실이 발표되었다.

## 같이 보기
- HD 102272 b